# Carabina silenciada De Lisle
La Carabina De Lisle o Carabina Comando De Lisle era una carabina británica empleada durante la Segunda Guerra Mundial, que fue diseñada con un silenciador integral. Este, combinado con el uso de munición subsónica, hizo que sea sumamente silenciosa al emplearse, siendo posiblemente una de las armas de fuego más silenciosas fabricadas.
Se fabricaron pocas unidades, ya que su empleo estaba limitado a unidades de Fuerzas Especiales.

## Historia
El arma fue diseñada como una empresa particular por William Godfray De Lisle, un ingeniero que trabajó para el Ministerio del Aire. El primer prototipo que produjo disparaba el cartucho .22 Long Rifle; este fue probado cazando conejos y otras piezas pequeñas cerca de su hogar en las colinas de Berkshire Downs. En 1943, se presentó ante el Mayor Malcolm Campbell del Cuartel General de Operaciones Combinadas con su prototipo; este fue informalmente probado, disparándolo hacia el Támesis desde la azotea del edificio New Adelphi en Londres. La ubicación se eligió para descubrir si las personas que iban por la calle podían oír los disparos - no los oyeron. Los oficiales de Operaciones Combinadas quedaron impresionados con el arma y le solicitaron a De Lisle que produzca una versión de 9 mm. Sin embargo, esta fue un fracaso. Un tercer prototipo, que disparaba el cartucho .45 ACP y era el preferido de De Lisle, fue mucho más exitoso. Las pruebas demostraron que el arma tenía una precisión adecuada, no producía un fogonazo visible ni sonido alguno a una distancia de 46 m (50 yardas).
Las siguientes pruebas oficiales registraron que la carabina silenciada De Lisle producía 85,5 dB al ser disparada. En comparación, las pruebas modernas de una selección de pistolas han mostrado que producen 156 a 168 dB al ser disparadas sin un silenciador, y de 117 a 140 dB al disparar con un silenciador instalado. El silencio de la carabina De Lisle era comparable al de la pistola Welrod británica. Sin embargo, la Welrod era útil solamente a muy corta distancia y su silenciador tenía tabiques de fieltro y caucho que debían ser reemplazados después de unos cuantos disparos. La carabina De Lisle era capaz de disparar cientos de balas antes que el silenciador deba ser desarmado para su limpieza.
El Cuartel General de Operaciones Combinadas solicitó un pequeño lote de carabinas silenciadas De Lisle y la Ford Dagenham manufacturó un lote inicial de 17 unidades, con Godfray De Lisle liberado de sus deberes en el Ministerio del Aire, él podía trabajar a tiempo completo en el proyecto; este lote inicial entró en combate de inmediato con los British Commandos. En 1944, a la Sterling Armaments Company se le ordenó fabricar 500 carabinas De Lisle, pero finalmente solo produjeron unas 130. La versión Sterling se distinguía del primigenio modelo Ford Dagenham por diversos detalles. Se hicieron dos prototipos de una versión para las Fuerzas aerotransportadas. Estas tenían culatas plegables, similares a las del subfusil Sterling.
Durante los dos últimos años de la Segunda Guerra Mundial, la carabina silenciada De Lisle fue principalmente utilizada por los Commandos, aunque también fue empleada de forma limitada por la Dirección de Operaciones Especiales (SOE). Edmund Michael Burke, excomandante estadounidense de un Equipo Jedburgh, afirmó que emplearon una carabina De Lisle para asesinar a dos oficiales alemanes de alto rango en 1944.
Algunas carabinas silenciadas De Lisle fueron enviadas al Lejano Oriente y empleadas durante la Campaña de Birmania. La carabina De Lisle también fue empleada durante la guerra de Corea y la Emergencia Malaya. Se ha afirmado que el arma también fue empleada por el SAS durante el Conflicto de Irlanda del Norte.

## Descripción

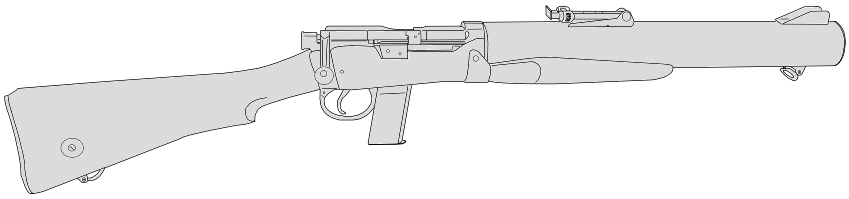
Dibujo del primer modelo de la carabina silenciada De Lisle.

La carabina silenciada De Lisle estaba basada en un fusil Lee–Enfield Mk III* recalibrado para disparar el cartucho .45 ACP, mediante la modificación del cajón de mecanismos, un cerrojo diferente, un cañón de Thompson modificado (6 estrías dextrógiras) y empleando cargadores modificados de la pistola Colt M1911. La principal característica de la carabina De Lisle era su muy efectivo silenciador, que solamente hacía audible el accionamiento del cerrojo al recargar.
El cartucho .45 ACP fue elegido porque su velocidad de boca es subsónica para las habituales longitudes de cañón. Por lo tanto, conservaría su letalidad y no necesitaría cargas propulsoras especiales para emplearse con un silenciador. La mayoría de cartuchos de fusil son supersónicos, con la bala generando un estampido sónico como cualquier otro objeto que viaja a velocidades supersónicas, lo que los hace inadecuados para operaciones encubiertas. El cañón de Thompson estaba perforado, para ofrecer un escape controlado del gas con alta presión en el cuerpo del silenciador antes que la bala salga del cañón. El silenciador, con un diámetro de 50,8 mm (2 pulgadas), iba desde la recámara del cañón hasta un poco más adelante de la boca de este (abarcando más de la mitad de la longitud total de la carabina), teniendo un gran volumen para contener los gases del disparo. Este gran volumen fue una de las claves de su efectividad. Entre las armas modernas que emplean el mismo concepto figuran el MP5SD y el AS Val.
El cerrojo del Lee-Enfield fue acortado para cargar los cartuchos .45 ACP, mientras que el conjunto del depósito del Lee-Enfield fue reemplazado por un nuevo brocal con un retén que sostenía un cargador modificado de Colt M1911. El cerrojo accionado manualmente ofrecía la ventaja de que el tirador podía no recargar de nuevo si se precisaba silencio total después de disparar. Un arma semiautomática no hubiese ofrecido esta opción, ya que el movimiento del cerrojo junto a los gases que salen por la recámara y el tintineo del casquillo al golpear cualquier superficie dura se escucharían después de cada disparo. Al ser tan silenciosa, la carabina no era muy precisa.
El prototipo de 5,5 mm de De Lisle fue entregado al Museo del Ejército Nacional en Londres, pero se ha perdido y se desconoce su paradero. La empresa estadounidense Valkyrie Arms produce una réplica de la carabina silenciada De Lisle. Otra empresa, la Special Interest Arms, ha anunciado que producirá en cantidad limitada una réplica de la carabina silenciada De Lisle que incorpora un sistema adaptador de cargadores mejorado, que permite el empleo de cargadores de M1911 sin modificar, además de apoyar completamente la recámara del cañón en el cajón de mecanismos.

## Usuarios
- Reino Unido
- Mancomunidad de Naciones
- Francia Libre